# Berlin Wuhlheide Rangierbahnhof

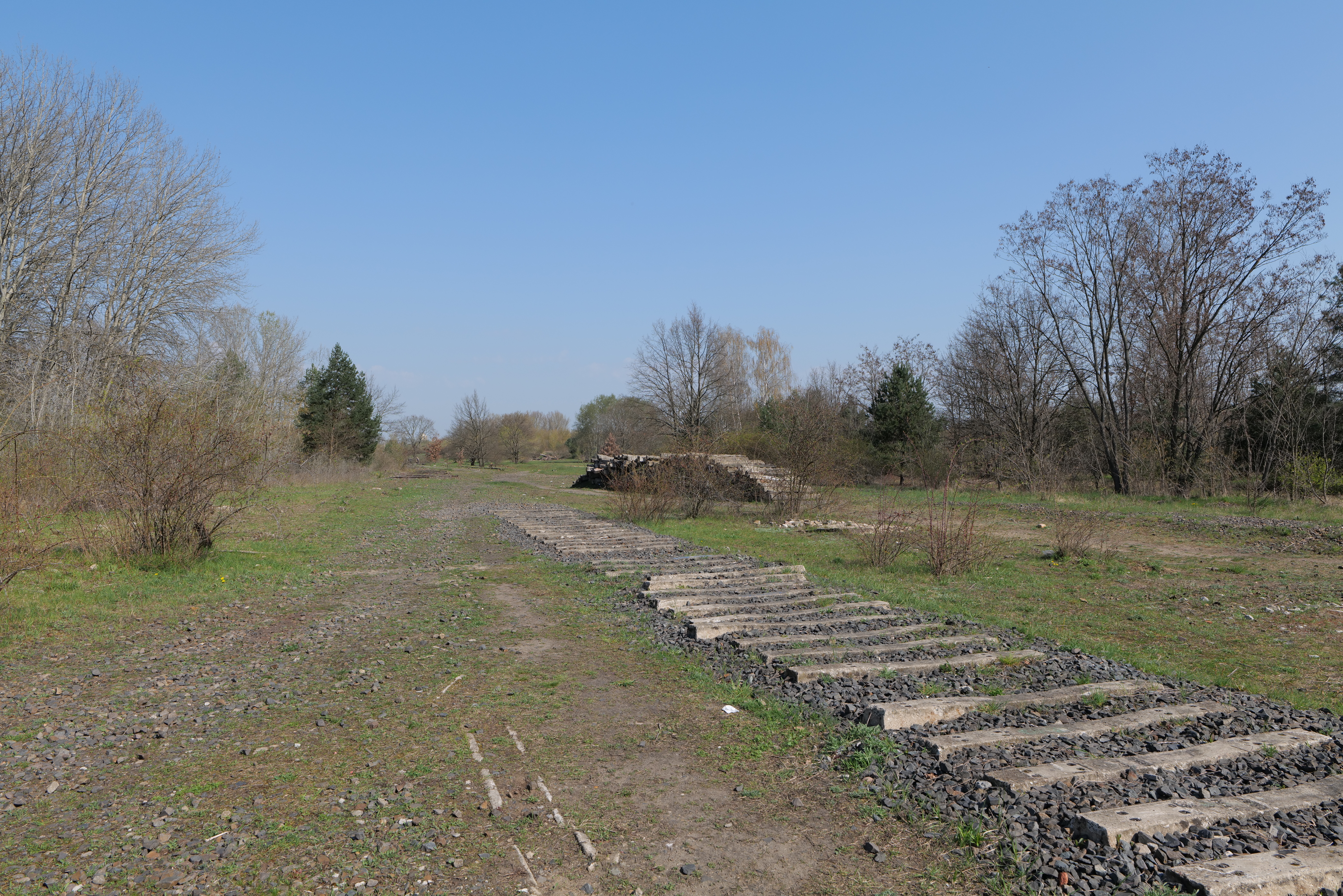
Gelände des ehemaligen Rangierbahnhofs (2021)

Berlin Wuhlheide Rangierbahnhof (offiziell: Berlin Wuhlheide Rbf), umgangssprachlich auch Rangierbahnhof Wuhlheide genannt, ist ein ehemaliger Rangierbahnhof am östlichen Berliner Außenring. Er liegt im Berliner Ortsteil Biesdorf (Bezirk Marzahn-Hellersdorf) an der Grenze zum Ortsteil Karlshorst (Bezirk Lichtenberg). Der Bahnhof war von 1953 bis 1994 in Betrieb und hatte eine Länge von etwa vier Kilometern.

## Geschichte

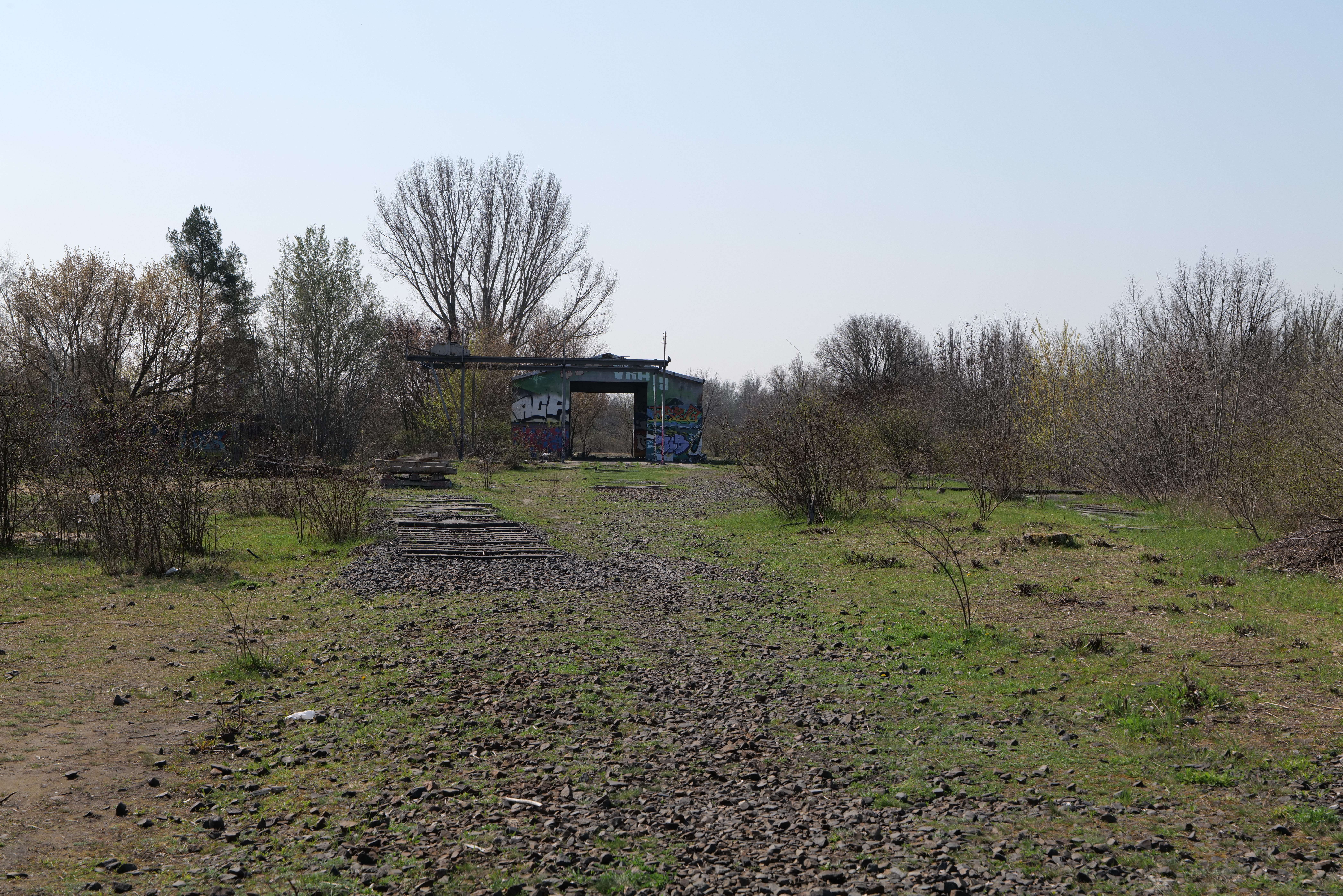
Gleisbett mit Ausbesserungshalle (2021)

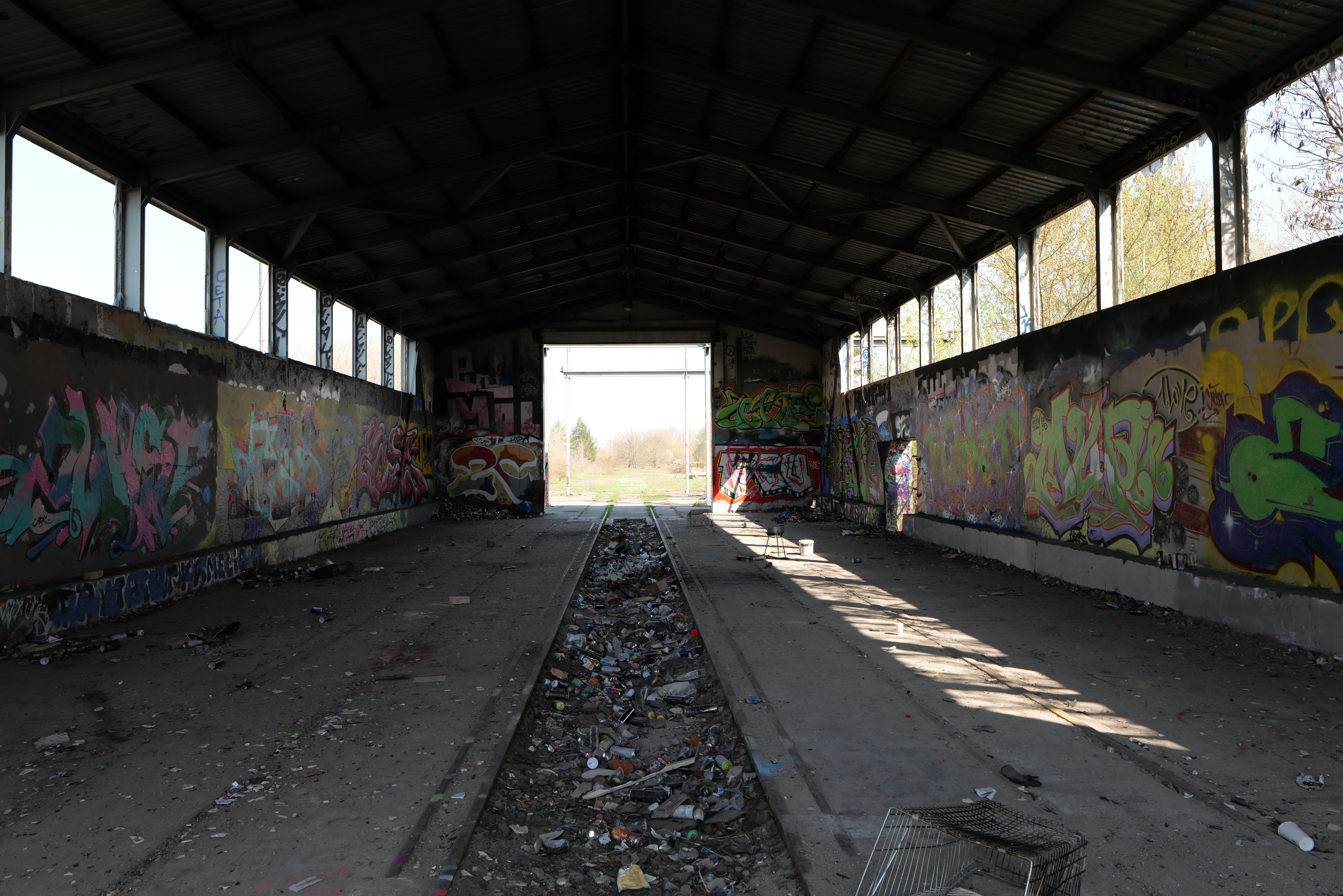
Ausbesserungshalle (2021)

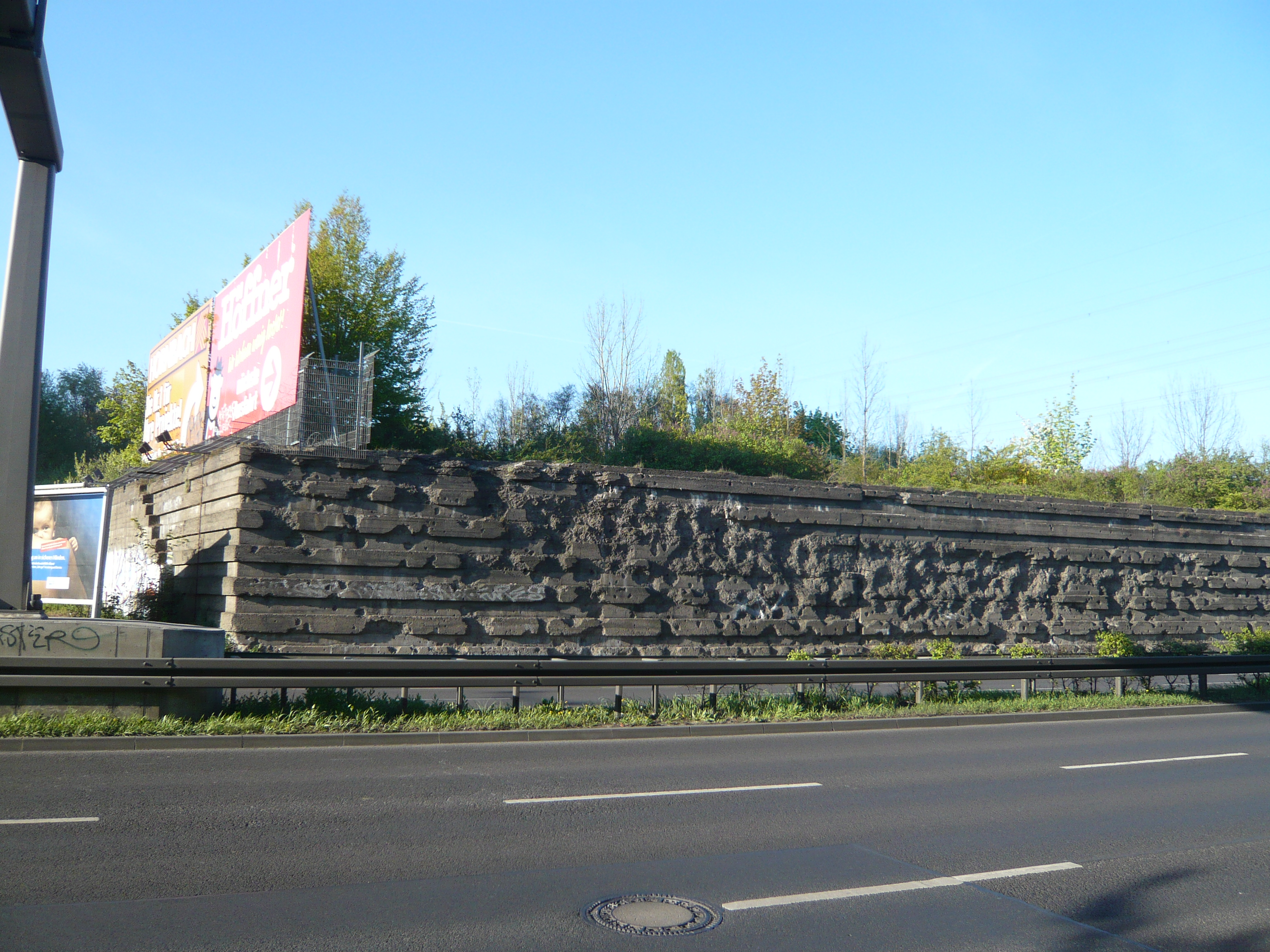
Widerlager der geplanten Einfahrgruppe, Alt-Friedrichsfelde

„Zwischen der Ostbahn und der Schlesischen Bahn, ungefähr zwischen den Haltepunkten Biesdorf und Wuhlheide, wird ein neuer Verschiebebahnhof als Ersatz für die Rangierbahnhöfe Rummelsburg und Lichtenberg-Friedrichsfelde errichtet...Beim Bahnhof Wuhlheide wurde mit umfangreichen Erdarbeiten (2 Millionen m³ Bodenbewegung) am 14. Mai 1938 begonnen.“
Beim Bau des Berliner Außenrings sollte ein Bahnhof mit einer täglichen Leistung von 5000 Wagen entstehen und über eine Umladehalle, eine Ladestraße sowie ein Bahnbetriebswerk und eine Wagenwerkstatt verfügen. Eine Einfahrgruppe mit 23 Gleisen im Norden und eine Ausfahrgruppe mit 28 Gleisen im Süden waren vorgesehen. An der Straße Alt-Friedrichsfelde sind Brückenwiderlager für die geplante nördliche Einfahrgruppe bis heute erhalten.
Da die Straßenverbindungen zwischen Karlshorst und Biesdorf durch den Rangierbahnhof unterbrochen wurden, sollten die Lissaer Straße und die Hadubrandstraße Unterführungen unter den Gleisen erhalten.
Am 21. Januar 1942 wurde der Bau aufgrund kriegsbedingt fehlender Arbeitskräfte eingestellt.
Ab 1951 wurde – angelehnt an Studien von 1941 – der weitaus bescheidenere Rangierbahnhof Wuhlheide errichtet. Er wurde am 1. Oktober 1953 offiziell in Betrieb genommen und im Laufe der Jahre erweitert.
Der Bahnhof wurde 1985 an das elektrifizierte Streckennetz der Deutschen Reichsbahn angeschlossen.
Noch Ende 1992 gingen zusammen mit dem Neubau des elektromechanischen Stellwerks W2 auch zwei zusätzliche Gleise in der Einfahrgruppe in Betrieb. Für einen weiteren Ausbau des Bahnhofs auf eine Tagesleistung von 3000 Wagen wurde eine Vorplanung beauftragt. Am 10. Januar 1994 wurde der Betrieb auf dem Rangierbahnhof eingestellt. 1995/1996 wurden die brauchbaren Gleise der Einfahr- und Richtungsgruppe abgebaut. Die noch als Betriebsbahnhof genutzte Ausfahrgruppe ist im Frühjahr 2003 mit der Inbetriebnahme des elektronischen Stellwerks Grünauer Kreuz stillgelegt worden.

## Gegenwart
Heute befindet sich auf dem Gelände das Naturschutzgebiet Biesenhorster Sand. Wenige restliche Gleise und eine Wagenausbesserungshalle sind erhalten. Teile des Geländes sollen für den Bau der geplanten Stadtschnellstraße TVO genutzt werden.